# Majśke (Krym)
Majśke (ukr. Майське, ros. Майское, Majskoje) – wieś na Ukrainie, w Autonomicznej Republice Krymu (de iure stanowiącej integralną część państwa ukraińskiego, w 2014 anektowanej przez Rosję i odtąd funkcjonującej jako Republika Krymu), w rejonie dżankojskim. W 2001 liczyła 2264 mieszkańców, wśród których 327 wskazało jako ojczysty język ukraiński, 1612 rosyjski, 320 krymskotatarski, 1 bułgarski, a 4 inny. Według spisu ludności przeprowadzonego przez okupacyjne władze rosyjskie populacja wsi w 2014 wynosiła 2016 osoby.